# Кім Сон Мун
Кім Сон Мун (кор. 김성문; нар. 16 березня 1965) — південнокорейський борець греко-римського стилю, срібний призер Кубку світу, срібний призер Олімпійських ігор.

## Життєпис
Найвищого успіху у своїй спортивній кар'єрі досяг на домашній Олімпіаді 1988 року в Сеулі, здобувши срібну олімпійську нагороду. У фіналі з рахунком 3-9 поступився представнику Радянського Союзу Левону Джуфалакяну.

## Спортивні результати на міжнародних змаганнях

### Виступи на Олімпіадах
| Змагання                    | Збірна         | Вагова категорія                 | Місце  |
| --------------------------- | -------------- | -------------------------------- | ------ |
| Літні Олімпійські ігри 1988 | Південна Корея | греко-римська боротьба, до 68 кг | Срібло |
| Літні Олімпійські ігри 1992 | Південна Корея | греко-римська боротьба, до 68 кг | 11     |

### Виступи на Чемпіонатах світу
| Змагання                        | Збірна         | Вагова категорія                 | Місце |
| ------------------------------- | -------------- | -------------------------------- | ----- |
| Чемпіонат світу з боротьби 1989 | Південна Корея | греко-римська боротьба, до 68 кг | 8     |
| Чемпіонат світу з боротьби 1991 | Південна Корея | греко-римська боротьба, до 68 кг | 4     |

### Виступи на Чемпіонатах Азії
| Змагання                       | Збірна         | Вагова категорія                 | Місце  |
| ------------------------------ | -------------- | -------------------------------- | ------ |
| Чемпіонат Азії з боротьби 1989 | Південна Корея | греко-римська боротьба, до 68 кг | Срібло |
| Чемпіонат Азії з боротьби 1991 | Південна Корея | греко-римська боротьба, до 68 кг | Срібло |

### Виступи на Кубках світу
| Змагання                    | Збірна         | Вагова категорія                 | Місце  |
| --------------------------- | -------------- | -------------------------------- | ------ |
| Кубок світу з боротьби 1991 | Південна Корея | греко-римська боротьба, до 68 кг | Срібло |

### Виступи на інших змаганнях
| Змагання                           | Збірна         | Вагова категорія                 | Місце |
| ---------------------------------- | -------------- | -------------------------------- | ----- |
| Гран-прі Німеччини з боротьби 1989 | Південна Корея | греко-римська боротьба, до 68 кг | 6     |
| Турнір Акрополіса 1990             | Південна Корея | греко-римська боротьба, до 74 кг | 6     |

### Виступи на змаганнях молодших вікових груп
| Змагання                                      | Збірна         | Вагова категорія                 | Місце |
| --------------------------------------------- | -------------- | -------------------------------- | ----- |
| Чемпіонат світу з боротьби серед юніорів 1983 | Південна Корея | греко-римська боротьба, до 65 кг | 6     |